# Vincenzo Virga
Vincenzo Virga (Erice, 11 settembre 1936) è un mafioso italiano, legato a Cosa Nostra.

## Ascesa
Virga, alleato dei Corleonesi nella seconda guerra di mafia dei primi anni ottanta insieme a Francesco Messina Denaro di Castelvetrano, Vincenzo Milazzo di Alcamo e Mariano Agate di Mazara del Vallo, subentrò nella guida del mandamento di Trapani ai fratelli Calogero (morto d'infarto nel 1998) e Salvatore Minore (detto "Totò", ucciso dai Corleonesi nel 1982). Era inoltre ricercato per gli omicidi del giudice Alberto Giacomelli e del sociologo Mauro Rostagno, fondatore di Lotta Continua e commentatore di un'emittente televisiva di Trapani dalla quale aveva apertamente denunciato la mafia.
Il 24 marzo 1994, il Nucleo operativo dei Carabinieri di Trapani condusse l'"operazione Petrov", sequestrando numerose attività imprenditoriali di Virga (che sfuggì alla cattura e si rese latitante) e arrestando decine di membri di Cosa nostra trapanese. Fino ad allora Virga era incensurato e conosciuto solo come imprenditore.

## Arresto
Il boss è stato arrestato dagli uomini della squadra mobile in un casolare di Fulgatore, una frazione di Trapani, il 20 febbraio 2001. 
Al momento della cattura Virga era già stato condannato all'ergastolo per l'omicidio di Giuseppe Montalto, agente di polizia penitenziaria in servizio all'Ucciardone di Palermo, ucciso a Palma (una frazione di Trapani) nel 1995, per aver rifiutato di collaborare con i boss imprigionati nel carcere.
Giuseppe Linares, capo della squadra mobile di Trapani, nell'occasione dell'arresto di Virga, ha affermato di aver trovato materiale interessante nel covo del boss. Ha dichiarato:
Nel 2002 Virga venne condannato all'ergastolo insieme al boss Salvatore Riina per la strage di Pizzolungo (2 aprile 1985), in cui persero la vita Barbara Rizzo e i suoi figli Salvatore e Giuseppe Asta, gemelli di 6 anni.